# 프르바 리가
북마케도니아 1부 리그(마케도니아어: Прва македонска Фудбалска Лига - Prva Мakedonska Fudbalska Liga) 또는 북마케도니아 1. 리가나 프르바 리가라고 불리는 이 대회는 북마케도니아 내에서의 최상위 축구 리그이다.
대회는 현재 12개의 클럽이 참가하여 팀마다 세번씩 모두 33라운드 방식으로 진행되고 있다. 리그의 우승 팀은 UEFA 챔피언스리그 2차예선에 진출하고, 2~3위팀과 북마케도니아컵 우승 팀은 UEFA 유로파리그 2차예선에 진출한다. 시즌 마지막에 11~12위 두 팀은 바로 북마케도니아 2부 리그로 강등되고 2부 리그의 상위 두 팀은 곧바로 승격한다. 그리고 9~10위 팀과 2부리그 3~4위 간에 플레이오프를 벌여 최종 승격 및 강등을 결정 짓는다.

## 2019-20 시즌 참가팀
(2019-20 시즌 리그 순위로 정렬)
- FK 바르다르
- FK 실렉스
- KF 슈켄디야
- KF 레노바
- FC 스코페
- FK 마케도니야 조르체페트로프
- FK 아카데미야 판데프
- FK 라보트니치키
- FK 보레츠
- FC 스트루가